# Walter Byron
Jacob Walter "Wally" Byron (Winnipeg, Manitoba, 2 de setembre de 1884 - Winnipeg, Manitoba, 22 de desembre de 1971) va ser un jugador d'hoquei sobre gel canadenc que va competir a començaments del segle xx.
El 1920, un cop superada la Primera Guerra Mundial, va prendre part en els Jocs Olímpics d'Anvers, on guanyà la medalla d'or en la competició d'hoquei sobre gel. Byron fou el porter de la selecció i sols va rebre un gol en els tres partits que disputà.
A nivell de clubs jugà al Winnipeg Falcons.